# Acarospora oligospora
Acarospora oligospora är en lavart som först beskrevs av William Nylander och som fick sitt nu gällande namn av Johann  Franz Xaver Arnold. 
Acarospora oligospora ingår i släktet Acarospora och familjen Acarosporaceae. Arten är reproducerande i Sverige. Inga underarter finns listade i Catalogue of Life.